# Трикіні

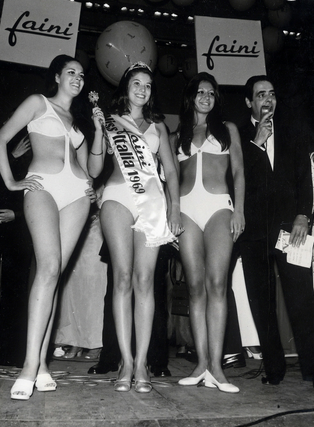
Учасниці конкурсу краси «Міс Італія-1969» у трикіні зі смужкою

Трикі́ні (англ. trikini) — вид жіночого купальника, що поєднує в собі монокіні й звичайне бікіні. Назва утворена від bikini, де початкове bi- внаслідок регресивної деривації переосмислене як приставка зі значенням «подвійний» і замінена на латинську приставку tri- («три-»). Письменник Вільям Сафайр писав у The New York Times: «Роздягання донезмоги, і якщо трикіні це три клаптики, бікіні два, а монокіні один, тоді коли ми побачимо зерокіні?».
Слово trikini з'явилося в 1967 році: тоді ним називали міні-бікіні (описувався як «носова хустка і два маленькі блюдечка»). На початку XXI ст. починається нова хвиля популярності, в англомовних джерелах його описують як бікіні з трусиками і двома трикутними клаптиками на поворозці, що прикривають груди (тобто верх складається з двох окремих частин). Фірма Dolce & Gabbana розробила для літньої колекції 2005 купальник з трьох клаптиків мерехтливої тканини, що ледь прикривали власницю.
Зараз словом «трикіні» зазвичай називають купальник, схожий на звичайне бікіні, але з вертикальною смужкою тканини, що з'єднує верх з трусиками спереду. Такі купальники поєднують в собі достоїнства монокіні і бікіні: максимально відкриває тіло, але прикриває живіт (уможливлює приховати операційні шрами і розтяжки після вагітності).
Іноді термін «трикіні» вживається щодо елементів трьох різних купальників, що продають разом: наприклад, бікіні з маєчкою чи бікіні зі суцільним купальником. Ізраїльський дизайнер Гідеон Оберсон, відомий своїми художньо виконаними купальниками, називає так схожу на бікіні маєчку, яку можна носити зі спідничкою чи шортами. Амір Слама з Бразилії — купальник для худих жінок, з двох шовкових клаптиків, з'єднаних поворозкою.